# Nova vas (Bloke)

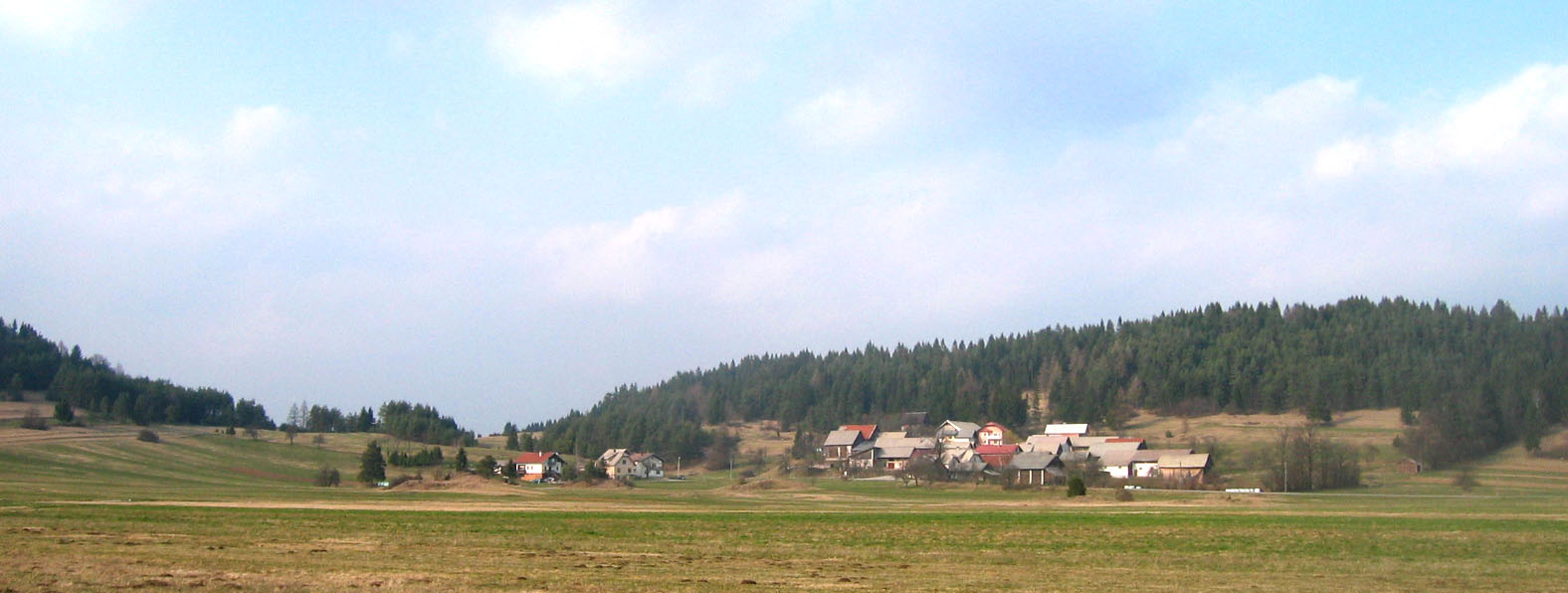
Das Hochtal von Bloke mit dem Ort Nova vas

Nova vas (deutsch Neudorf) ist die größte Ortschaft und der Verwaltungssitz der 45 Ortschaften umfassenden Gemeinde Bloke in der Region Notranjska (Innerkrain) in Slowenien.

## Lage
Nova vas liegt, wie die anderen Ortschaften der Gemeinde, auf dem Bloke-Plateau, einer Karst-Hochebene in der Innerkrain nordöstlich des Zirnitzer Sees.

## Geschichte
Nova vas wurde in schriftlichen Quellen unter anderem als Villa Nova im Jahr 1282, Newndorf im Jahr 1341 und Newdarff im Jahr 1499 erwähnt.

## Sehenswürdigkeiten
Zu den Sehenswürdigkeiten in der Umgebung gehören
- Bloke-Plateau mit dem Bloke-See
- Kreuzberghöhle
- Zirknitzer See
- Burg Snežnik
- Rakov Škocjan Landschaftsschutzgebiet